# Zoltán Pogátsa
 (janvier 2015).
Zoltán Pogátsa (né en 1974 à Budapest) est un économiste hongrois proche de la gauche radicale qui enseigne à l'Université de Hongrie occidentale, en se concentrant sur les aspects économiques de l'intégration européenne. Il est très critique du gouvernement  Orbán et de la droite en général. Il pense que la gauche hongroise est trop libérale et pas assez socialiste. C'est un économiste hétérodoxe.
Il est également chercheur de l'Académie hongroise des sciences. Il a publié trois livres et de nombreux articles professionnels, et est commentateur dans les médias hongrois et internationaux sur les questions liées à l'intégration européenne et au développement économique,,.
On peut noter parmi ses livres grand public :
- (hu) Éltanuló válságban [« Un bon élève [la Grèce] en crise »], Budapest, Sanoma Budapest Zrt., 2007[6] ;
- (hu) Álomunió [« L'Union Européenne de [nos] rêves »], Budapest, Nyitott Könyvműhely (en), 2009[7].